# Ansitz Altenburg

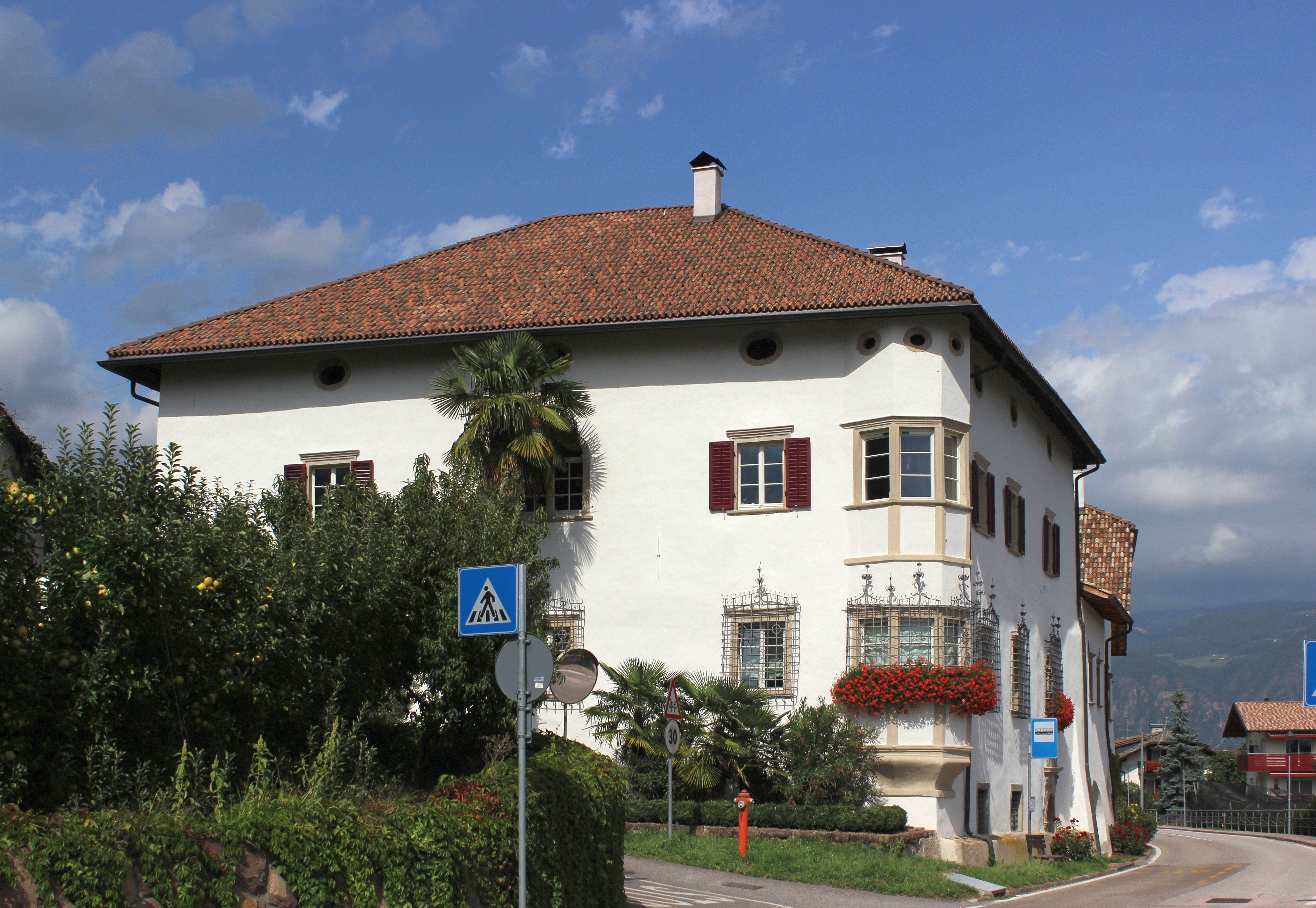
Ansitz Altenburg

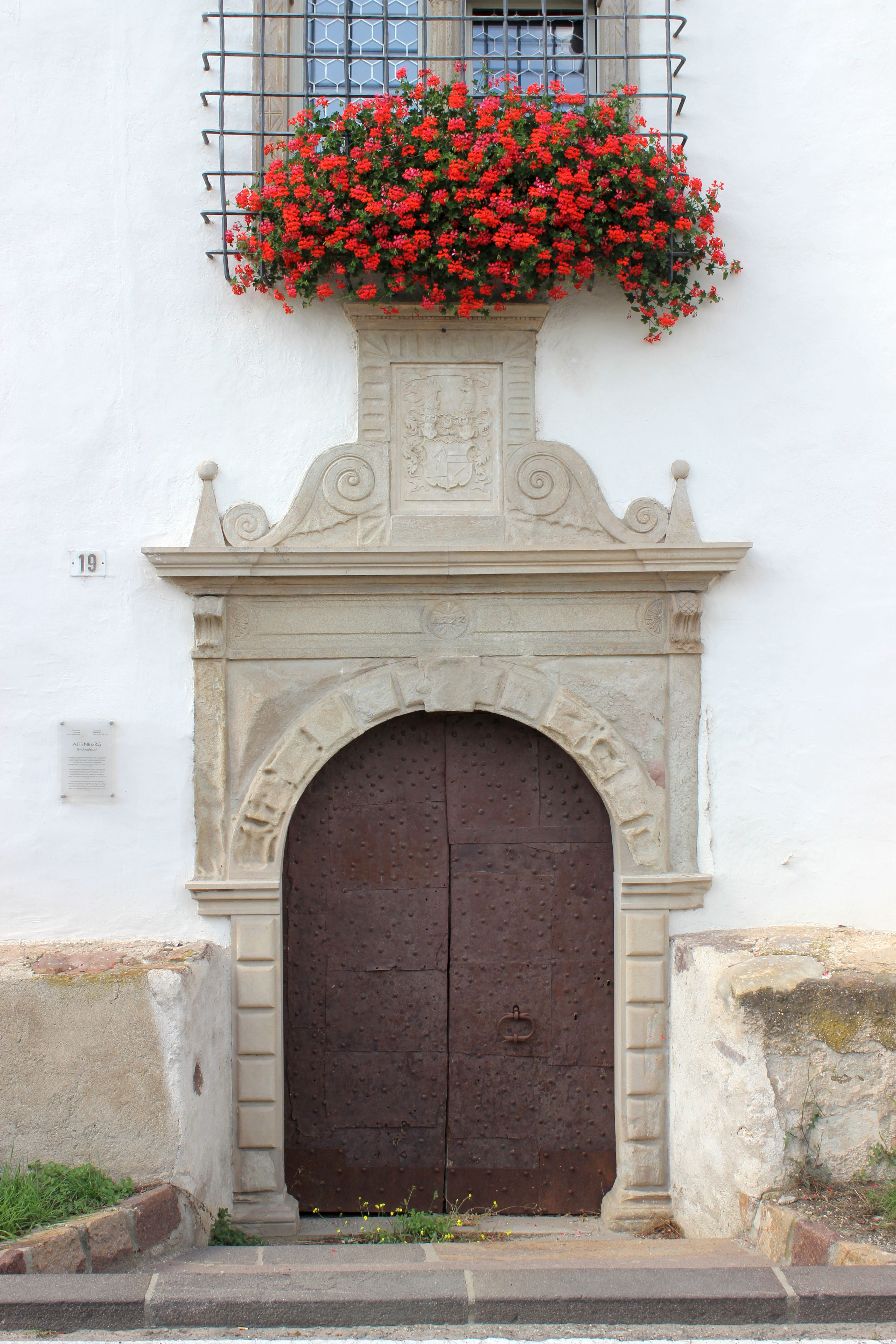
Rundbogenportal mit Wappenstein Vintschgau

Ansitz Altenburg ist ein geschütztes Baudenkmal in St. Michael, einer Fraktion der Gemeinde Eppan in Südtirol.

## Beschreibung
Das am nördlichen Ende des Dorfes liegende stattliche Hofanwesen im Überetscher Stil besteht aus zwei zusammengehörenden Gebäuden, die durch einen Mitteltrakt mit Loggia verbunden sind. Über dem steingerahmten Rundbogenportal befindet sich ein Wappenstein der Vintschger, welcher die Jahreszahl 1592 trägt. Das südlich angrenzende Wirtschaftsgebäude beherbergt eine nicht mehr funktionsfähige Wassermühle.

## Geschichte
Der Name des Anwesens lautete ursprünglich Hohenhaus. Der heutige Name Altenburg geht auf das Geschlecht Payr von Altenburg aus Tramin zurück. 1431 bestätigte König Sigmund in Nürnberg Heinrich und Hans Payr von Altenburg ihr Wappen und besserte es. Neben Altenburg besaß das niedere Adelsgeschlecht seit 1524 auch die Burg Kaldiff. Mitte des 16. Jahrhunderts ist die Familie im Mannesstamm erloschen. Durch die Heirat der Erbentochter Christine Payr von Altenburg mit Peter Vintschger kam der Besitz 1571 an die Vintschger. Um 1592 ließ der Sohn der Vorgenannten, Christoph von Vintschger († 1600), den heutigen dreigeschossigen Renaissancebau mit südöstlichem Polygonerker errichten. Darauf verlieh ihm am 22. August 1591 in Innsbruck der Tiroler Landesfürst Erzherzog Ferdinand II. die Adels- und Rotwachsfreiheit, des Weiteren das erledigte Wappen der ausgestorbenen Payr von Altenburg sowie das Adelsprädikat „von und zu Altenburg“. 1674 erlangte sein Nachkomme Johann Christoph von Vintschgauer von Kaiser Leopold I. in Wien den erblichen Reichsritterstand und das Adelsprädikat „Vintschgau von Altenburg und Hohenhaus zu Maderneid“. Im 18. Jahrhundert gehörte Altenburg den Herren von Call, darauf folgten die Perkhammer von Perkheim und die Mörl von Pfalzen zu Mühlen und Sichelburg. Seit 1851 war der Ansitz im Eigentum der Bauersfamilie Hölzl. Am 25. Juli 1977 stellte das Südtiroler Landesdenkmalamt das Bauensemble unter Denkmalschutz.